# Nieuport 10
Die Nieuport 10 war ein zweisitziger französischer Doppeldecker von 1914, sie wurde als Jagdflugzeug, Aufklärer und Schulflugzeug im Ersten Weltkrieg eingesetzt.

## Entwicklung
Im Januar 1914 begann Gustave Delage als Konstrukteur beim Flugzeughersteller Nieuport und entwarf eine ganze Serie von Flugzeugen, die Nieuport sehr bekannt machen sollten.
Sein erster Entwurf, die Nieuport 10, war ein stabiler zweisitziger Doppeldecker mit guter Rundumsicht und V-Stielen zwischen den Tragflächen, wobei die unteren Tragflächen nach hinten versetzt und schmaler waren.
Die Flugzeuge waren mit einem 80 PS (59 kW) leistenden Gnome-Rhône-Umlaufmotor etwas untermotorisiert, die ersten Exemplare wurden als Aufklärer eingesetzt. Später wurde eine ganze Reihe von Maschinen zu Einsitzern umgebaut und mit 7,7-mm-Lewis-MG auf der oberen Tragfläche ausgestattet.
Von der Nieuport 10 wurden etwa 170 Exemplare produziert.
Der Nachfolger Nieuport 11 war eine verschlankte Version, die sich als schneller und wendiger Jäger erwies, die etwas größere Nieuport 12 besaß einen stärkeren 110-PS-Clerget-Sternmotor.
Beim Erscheinen der Nachfolger wurde die Nieuport 10 von der Front abgezogen und hauptsächlich als Schulflugzeug eingesetzt.

## Einsatzländer
- Frankreich, Finnland, Italien, Russland und die Ukraine (ein Flugzeug).

## Technische Daten

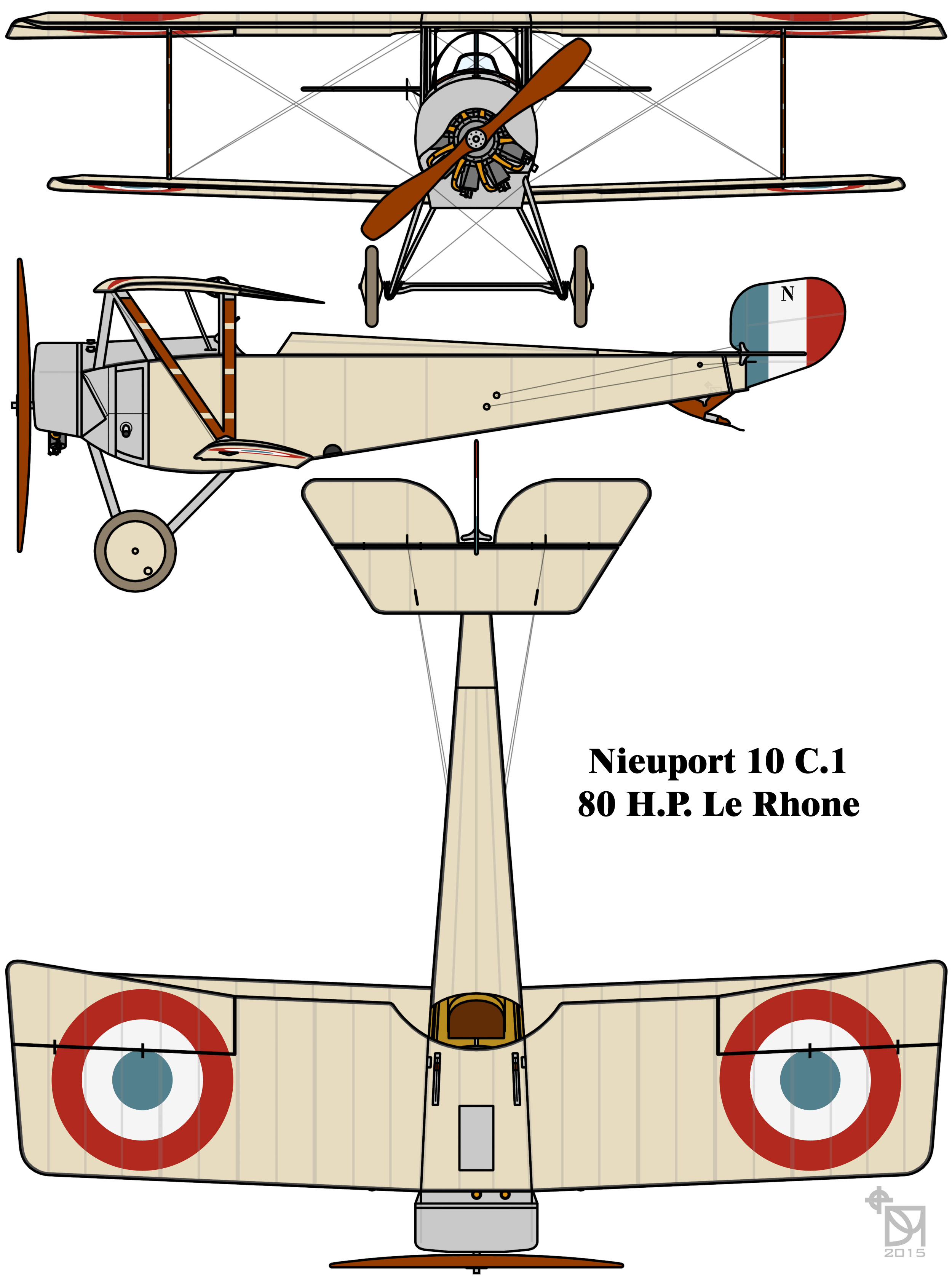
Nieuport 10 C.1

| Kenngröße             | Daten                                               |
| --------------------- | --------------------------------------------------- |
| Besatzung             | ein Pilot                                           |
| Länge                 | 7,05 m                                              |
| Spannweite            | 7,92 m                                              |
| Höhe                  | 2,69 m                                              |
| Flügelfläche          | 18 m²                                               |
| Leermasse             | 410 kg                                              |
| Startmasse            | 658 kg                                              |
| Antrieb               | ein Gnome-Rhône-Umlauf-Sternmotor mit 80 PS (59 kW) |
| Höchstgeschwindigkeit | 115 km/h                                            |
| Dienstgipfelhöhe      | 4570 m                                              |
| Flugdauer             | 2:30 h                                              |
| Bewaffnung            | ein Lewis-MG 7,7 mm                                 |